# Несрећа у Сајано-Шушенској хидроелектрани
Несрећа у Сајано-Шушенској хидроелектрани десила се 17. августа 2009. године на реци Јенисеј, у близини града Сајаногорск у Сибиру. Последица несреће је смрт најмање 75 људи и 6 несталих.
У Сајано-Шушенској хидроелектрани око 8:15 по локалном времену дошло је до хаварије, што је вероватно резултат нагли пораст притиска воде. Три од десет турбина су потпуно уништене и три оштећене.
21. августа 2009. године напад су признали чеченски побуњеници, међутим, руски органи сматрају ову изјаву као „смешном". Истог дана на месту несреће био је руски премијер Владимир Путин.
Русгидро група, у чијем власништву се налази хидроелектрана, одлучила је да плати 1 милион рубаља породицама настрадалих.